# Neotrichaphodioides forsterianus
Neotrichaphodioides forsterianus är en skalbaggsart som beskrevs av Vladimir Balthasar 1960. Neotrichaphodioides forsterianus ingår i släktet Neotrichaphodioides och familjen Aphodiidae. Inga underarter finns listade i Catalogue of Life.